# Filmfare Awards (1974)
21-я церемония награждения Filmfare Awards прошла в городе Бомбей 13 апреля 1974 года. На ней были отмечены лучшие киноработы на хинди, вышедшие в прокат до конца 1973 года.

## Список лауреатов и номинантов

### Основные премии
| Категории                         | Фото лауреатов      | Лауреаты и номинанты                                               | Фильмы                                    | Роли                                      |
| --------------------------------- | ------------------- | ------------------------------------------------------------------ | ----------------------------------------- | ----------------------------------------- |
| Лучший фильм                      | Лучший фильм        | • «Влечение» (реж. и прод. Шакти Саманта)                          | • «Влечение» (реж. и прод. Шакти Саманта) | • «Влечение» (реж. и прод. Шакти Саманта) |
| Лучший фильм                      | Лучший фильм        | • «Aaj Ki Taaza Khabar» (реж. и прод. Раджендра Бхатиа)            |                                           |                                           |
| Лучший фильм                      | Лучший фильм        | • «Бобби» (реж. и прод. Радж Капур)                                |                                           |                                           |
| Лучший фильм                      | Лучший фильм        | • «Преодоление» (реж. Гульзар, прод. Радж Н. Сиппи, Рому Н. Сиппи) |                                           |                                           |
| Лучший фильм                      | Лучший фильм        | • «Затянувшаяся расплата» (реж. и прод. Пракаш Мехра)              |                                           |                                           |
| Лучшая режиссёрская работа        |                     | • Гульзар                                                          | «Майор»                                   | «Майор»                                   |
| Лучшая режиссёрская работа        | • Гульзар           | «Преодоление»                                                      | «Преодоление»                             |                                           |
| Лучшая режиссёрская работа        | • Радж Капур        | «Бобби»                                                            | «Бобби»                                   |                                           |
| Лучшая режиссёрская работа        | • Раджендра Бхатиа  | «Найти друг друга»                                                 | «Найти друг друга»                        |                                           |
| Лучшая режиссёрская работа        | • Яш Чопра          | «Камень на сердце»                                                 | «Камень на сердце»                        |                                           |
| Лучшая мужская роль               |                     | • Амитабх Баччан                                                   | «Затянувшаяся расплата»                   | инспектор Виджай Кханна                   |
| Лучшая мужская роль               | • Дхармендра        | «Найти друг друга»                                                 | Шанкар                                    |                                           |
| Лучшая мужская роль               | • Риши Капур        | «Бобби»                                                            | Радж Натх                                 |                                           |
| Лучшая мужская роль               | • Раджеш Кханна     | «Камень на сердце»                                                 | Сунил Кохли                               |                                           |
| Лучшая мужская роль               | • Санджив Кумар     | «Преодоление»                                                      | Хари Чаран Матхур                         |                                           |
| Лучшая женская роль               |                     | • Димпл Кападия                                                    | «Бобби»                                   | Бобби Браганза                            |
| Лучшая женская роль               | • Джая Бхадури      | «Гордыня»                                                          | Ума Кумар                                 |                                           |
| Лучшая женская роль               | • Джая Бхадури      | «Преодоление»                                                      | Арти Матхур                               |                                           |
| Лучшая женская роль               | • Моушуми Чаттерджи | «Влечение»                                                         | Шивани                                    |                                           |
| Лучшая женская роль               | • Нутан             | «Торговец»                                                         | Махджубхи                                 |                                           |
| Лучшая мужская роль второго плана |                     | • Амитабх Баччан                                                   | «Неблагодарный»                           | Викрам «Викки» Махарадж                   |
| Лучшая мужская роль второго плана | • Ашок Кумар        | «Виктория №203»                                                    | Раджа                                     |                                           |
| Лучшая мужская роль второго плана | • Асрани            | «Гордыня»                                                          | Чанду Криплани                            |                                           |
| Лучшая мужская роль второго плана | • Пран              | «Затянувшаяся расплата»                                            | Шер Хан                                   |                                           |
| Лучшая мужская роль второго плана | • Прем Натх         | «Бобби»                                                            | Джек Браганза                             |                                           |
| Лучшая женская роль второго плана |                     | • Аруна Ирани                                                      | «Бобби»                                   | Нима                                      |
| Лучшая женская роль второго плана | • Бинду             | «Гордыня»                                                          | Читра                                     |                                           |
| Лучшая женская роль второго плана | • Нутан             | «Влечение»                                                         | Ану Рай                                   |                                           |
| Лучшая женская роль второго плана | • Нутан             | «Торговец»                                                         | Махжубхи                                  |                                           |
| Лучшая женская роль второго плана | • Ракхи Гулзар      | «Камень на сердце»                                                 | Чандни                                    |                                           |
| Лучшее исполнение комической роли |                     | • Асрани                                                           | «Aaj Ki Taaza Khabar»                     | Чампак Бумия/Амит Десаи                   |
| Лучшее исполнение комической роли | • Асрани            | «Неблагодарный»                                                    | Дхонду                                    |                                           |
| Лучшее исполнение комической роли | • И. С. Джохар      | «Aaj Ki Taaza Khabar»                                              | Рамджи                                    |                                           |
| Лучшее исполнение комической роли | • Мехмуд            | «Do Phool»                                                         | Павитра «Путтан» Кумар Рай / Мани         |                                           |
| Лучшее исполнение комической роли | • Пран              | «Виктория № 203»                                                   | Рана                                      |                                           |
| Лучший сюжет                      |                     | • Гульзар                                                          | «Преодоление»                             | «Преодоление»                             |
| Лучший сюжет                      | • Ходжа Ахмад Аббас | «Майор»                                                            | «Майор»                                   |                                           |
| Лучший сюжет                      | • Мулрадж Раздан    | «Aaj Ki Taaza Khabar»                                              | «Aaj Ki Taaza Khabar»                     |                                           |
| Лучший сюжет                      | • Салим-Джавед      | «Затянувшаяся расплата»                                            | «Затянувшаяся расплата»                   |                                           |
| Лучший сюжет                      | • Шакти Саманта     | «Влечение»                                                         | «Влечение»                                |                                           |

### Музыкальные премии
| Категории                       | Фото лауреатов        | Лауреаты и номинанты    | Фильмы                      | Песни                   |
| ------------------------------- | --------------------- | ----------------------- | --------------------------- | ----------------------- |
| Лучшая музыка к песне           |                       | • Кальянджи-Ананджи     | «Затянувшаяся расплата»     | «Затянувшаяся расплата» |
| Лучшая музыка к песне           | • Лаксмикант-Пьярелал | «Бобби»                 | «Бобби»                     |                         |
| Лучшая музыка к песне           | • Лаксмикант-Пьярелал | «Камень на сердце»      | «Камень на сердце»          |                         |
| Лучшая музыка к песне           | • Р. Д. Бурман        | «Найти друг друга»      | «Найти друг друга»          |                         |
| Лучшая музыка к песне           | • С. Д. Бурман        | «Гордыня»               | «Гордыня»                   |                         |
| Лучшие слова к песне            |                       | • Ананд Бакши           | «Бобби»                     | «Hum Tum Ek Kamre Mein» |
| Лучшие слова к песне            | • Ананд Бакши         | «Бобби»                 | «Main Shayar To Nahin»      |                         |
| Лучшие слова к песне            | • Гульшан Бавра       | «Затянувшаяся расплата» | «Yari Hai Imaan Mera»       |                         |
| Лучшие слова к песне            | • Индивар             | «Samjhauta»             | «Samjhauta Ghanmose Karlo»  |                         |
| Лучшие слова к песне            | • Витхалбхаи Патель   | «Бобби»                 | «Jhoot Bole Kava Katei»     |                         |
| Лучший мужской закадровый вокал |                       | • Кишор Кумар           | «Камень на сердце»          | «Mere Dil Mein Aaj»     |
| Лучший мужской закадровый вокал | • Манна Дей           | «Затянувшаяся расплата» | «Yari Hai Imaan Mera»       |                         |
| Лучший мужской закадровый вокал | • Мохаммед Рафи       | «Naina»                 | «Hum Ko Jaan Se Pyaari Hai» |                         |
| Лучший мужской закадровый вокал | • Нарендра Чанчал     | «Бобби»                 | «Beshak Mandir Masjid»      |                         |
| Лучший мужской закадровый вокал | • Шайлендра Сингх     | «Бобби»                 | «Main Shayar To Nahin»      |                         |
| Лучший женский закадровый вокал |                       | • Аша Бхосле            | «Anhonee»                   | «Hungama Ho Gaya»       |
| Лучший женский закадровый вокал | • Аша Бхосле          | «Раджа и Рани»          | «Jab Andhera Hota Hai»      |                         |
| Лучший женский закадровый вокал | • Аша Бхосле          | «Naina»                 | «Hone Lagi Hai Raat Jawan»  |                         |
| Лучший женский закадровый вокал | • Мину Пурушоттам     | «Prem Parvat»           | «Raat Piya Ke Sang»         |                         |
| Лучший женский закадровый вокал | • Сушма Шрестха       | «Приди в мои объятия»   | «Tera Mujhse Hai»           |                         |

### Премии критиков
| Категории                   | Фильмы-лауреаты                                                                                 |
| --------------------------- | ----------------------------------------------------------------------------------------------- |
| Лучший художественный фильм | • «Сомнение» / «Две дороги» (реж. Мани Каул, прод. комп. National Film Development Corporation) |
| Лучший документальный фильм | • «A Day With the Builders» (реж. К. Дж. Паулоз)                                                |

### Технические премии
| Категории                            | Лауреаты               | Фильмы                  |
| ------------------------------------ | ---------------------- | ----------------------- |
| Лучший диалог                        | • Гульзар              | «Неблагодарный»         |
| Лучший сценарий                      | • Салим-Джавед         | «Затянувшаяся расплата» |
| Лучший монтаж                        | • Р. Махадик           | «Затянувшаяся расплата» |
| Лучшая операторская работа           | • Джал Мистри          | «Jheel Ke Us Paar»      |
| Лучшая работа художника-постановщика | • А. Рангарадж         | «Бобби»                 |
| Лучший звук                          | • Аллауддин Хан Куреши | «Бобби»                 |

## Наибольшее количество номинаций и побед
- «Бобби» – 14 (5)
- «Затянувшаяся расплата (фильм, 1973)» – 9 (4)
- «Камень на сердце» – 5 (2)
- «Преодоление» – 5 (0)
- «Влечение» – 4 (1)
- «Aaj Ki Taaza Khabar» – 4 (1)